# Atmosferski bijeg
Atmosferski bijeg je gubitak planetarnih atmosferskih plinova u svemir. Brojni različiti mehanizmi mogu biti odgovorni za atmosferski bijeg; ti se procesi mogu podijeliti na termički bijeg, netermalni (ili nadtermalni) bijeg i udarnu eroziju. Relativna važnost svakog procesa gubitka ovisi o brzini oslobađanja nekog planeta, njegovom sastavu atmosfere i udaljenosti od matične zvijezde. Bijeg se događa kada molekularna kinetička energija nadvlada gravitacijsku energiju; drugim riječima, molekula može pobjeći kad se kreće brže od brzine oslobađanja svog planeta. Kategorizacija brzine bijega iz atmosfere na egzoplanete nužna je za utvrđivanje postojanja atmosfere, pa tako i na nastanjivost i vjerojatnost života na egzoplanetu.
Kao rezultat procesa bijega atmosfere u svemir nastaje planetarni vjetar. Atmosferski bijeg od velike je važnosti za planet, jer se gubitkom atmosfere na površini, klimatske promjene, uključujući smanjenje efekta staklenika - povećavaju dnevna i sezonska kolebanja temperature. Mars, koji je manji od Zemlje, izgubio je veći dio atmosfere i vode. Venera - bez magnetskog polja, ali koja posjeduje snažnu, gotovo zemaljsku gravitaciju - dobro drži atmosferu, ali gotovo je sva voda razgrađena ionizirajućim zračenjem i izgubljena je. Zemlja u svojoj atmosferi praktički nema lagani helij, taj je plin otkriven u spektru sunčevog zračenja.

## Mehanizmi termičkog bijega
Prosječna brzina molekula plina izravno je povezana s temperaturom, ali brzina pojedinih molekula neprestano se mijenja dok se međusobno sudaraju, prenoseći kinetičku energiju. Raspodjela kinetičke energije između molekula opisana je Maxwell- Boltzmannovom raspodjelom. Ovisnost kinetičke energije molekule o brzini i masi određuje se formulom: {\displaystyle E_{\mathit {kin}}={\frac {1}{2}}mv^{2}}.
Pojedine molekule s visokom kinetičkom energijom koje upadaju u desni "rep" Maxwell- Boltzmannove raspodjele mogu imati brzine veće od brzine oslobađanja, a na nadmorskoj visini gdje je slobodni put usporediv s visinskom ljestvicom mogu napustiti atmosferu. Masivnije molekule plina pri jednakoj temperaturi plina i, sukladno tome, jednakoj prosječnoj kinetičkoj energiji imaju nižu prosječnu brzinu, pa je stoga manja vjerojatnost da će napustiti atmosferu.
Zato je bijeg vodika iz atmosfere brži od bijega ugljičnog dioksida. Uz to, što je veća masa planeta, veća je brzina bijega i manja je vjerojatnost atmosferskog bijega. Naprotiv, povećava se vjerojatnost hvatanja molekula plina iz međuplanetarnog prostora. Zbog toga plinoviti divovi poput Jupitera i Saturna imaju ogromne količine vodika i helija u svojoj atmosferi, uključujući one koji su napustili Zemljinu i Marsovu atmosferu. Udaljenost do zvijezde također je važna: što je planet bliži, to je temperatura atmosfere viša i raspon molekularnih brzina veći, stoga je vjerojatnije da će se masivnije molekule rasipati iz atmosfere. Planeti udaljeni od Sunca imaju hladniju atmosferu, a molekule imaju manji raspon brzina i manju vjerojatnost bijega. To je ono što omogućuje Titanu, koji je manji od Zemlje i udaljeniji je od Sunca, da zadrži atmosferu. 

## Uloga Sunčevog vjetra
Ulogu u procesu gubitka atmosfere imaju masa planeta, sastav atmosfere, udaljenost do Sunca i razina Sunčeve aktivnosti. Općenita je zabluda da je glavni netermički mehanizam rasipanja lišavanje atmosfere sunčevim vjetrom u odsustvu magnetosfere. Sunčev vjetar može svoju kinetičku energiju prenijeti na atmosferske čestice, koje mogu postići brzinu dovoljnu za atmosferski bijeg. Sunčev vjetar, koji se sastoji od iona, magnetrosferom skreće dok se nabijene čestice kreću duž magnetskog polja. Dakle, magnetosfera sprječava gubitak atmosfere planeta. Na primjer, na Zemlji magnetosfera odbija sunčev vjetar od planeta s efektivnim radijusom reda veličine 10 Zemljinih radijusa. Područje refleksije naziva se fronta udarnog vala. 
Međutim, ovisno o veličini planeta i sastavu atmosfere, magnetosfera možda neće odrediti gubitak atmosfere. Na primjer, Venera nema moćnu magnetosferu. Njena relativna blizina Suncu izravno privlači gušći i snažniji sunčev vjetar, koji bi mogao potpuno otpuhati atmosferu planeta, kao na primjer na Merkuru, kojega nije spasila ni prisutnost prilično značajnog magnetskog polja. Unatoč tome, atmosfera Venere je za dva reda veličine gušća od atmosfere Zemlje. Najnoviji modeli pokazuju da je sunčev vjetar odgovoran za ne više od 1/3 ukupnog netermičkog gubitka atmosfere.
Budući da Venera i Mars nemaju magnetosferu koja bi štitila atmosferu od sunčevog vjetra, sunčeva svjetlost i interakcija sunčevog vjetra s atmosferama planeta uzrokuju ionizaciju gornjih slojeva atmosfere. Ionizirani slojevi atmosfere zauzvrat induciraju magnetski moment koji reflektira sunčev vjetar slično magnetosferi, ograničavajući time utjecaj sunčevog vjetra na gornju atmosferu na radijus od 1,2-1,5 puta veći od radijusa planeta, odnosno reda veličine bliže površini u usporedbi sa Zemljinom magnetosferom. Prolazeći ovu regiju, koja se naziva fronta udarnog vala, sunčev vjetar usporava do brzine zvuka. U blizini površine, pritisak sunčevog vjetra kompenzira se pritiskom ionosfere, koja se naziva regija ionopauze. Ova interakcija obično sprječava da solarni vjetar bude glavni čimbenik gubitka atmosfere. 

## Mehanizmi netermičkog bijega
Glavni netermički mehanizmi rasipanja ovise o veličini planeta koji se razmatraju. Glavni čimbenici koji utječu na bijeg u svakom su slučaju masa planeta, sastav atmosfere i udaljenost do Sunca. Glavni procesi netermalnog rasipanja za Veneru i Mars, dva stjenovita planeta bez magnetosfere, znatno se razlikuju. Glavni proces gubitka Marsove atmosfere je interakcija sa sunčevim vjetrom, jer njegova atmosfera nije dovoljno gusta da se zaštiti. Venera je od sunčevog vjetra bolje zaštićena svojom gustom atmosferom, a interakcija sa sunčevim vjetrom nije glavni netermički proces atmosferskog bijega. Mala kozmička tijela bez magnetskog polja više pate od sunčevog vjetra, jer ne mogu zadržati dovoljno gustu atmosferu. 
Glavni netermički proces gubitka Venerine atmosfere je ubrzanje atmosferskih čestica u električnom polju. Budući da su elektroni pokretniji od ostalih čestica, vjerojatnije je da će napustiti gornje slojeve Venerine ionosfere. Kao rezultat, može se akumulirati mali neto pozitivni naboj, što zauzvrat stvara električno polje koje može ubrzati druge pozitivne čestice i istisnuti ih iz atmosfere. Kao rezultat, pozitivni vodikovi ioni napuštaju atmosferu planeta. Drugi važan proces gubitka Venerine atmosfere događa se kao rezultat fotokemijskih reakcija zbog blizine Sunca. Fotokemijske reakcije dovode do razgradnje molekula u sastavne radikale s visokom kinetičkom energijom, koncentriranim u manje masivnoj čestici. Takve će čestice imati dovoljno veliku brzinu da se pobjegnu iz atmosfere planeta. Kisik, u usporedbi s vodikom, ima veću masu koja se ovim mehanizmom gubi iz atmosfere. Venus Express mjerio je učinak koronalnih izbačaja mase na brzinu atmosferskog bijega Venere, a istraživači su pronašli faktor porasta brzine bijega od 1,9 u razdobljima povećanog izbacivanja koronalne mase u usporedbi s mirnijim svemirskim vremenom.

## Atmosferski bijeg tijela Sunčevog sustava
| Planet  | Brzina oslobađanja, km/s |
| ------- | ------------------------ |
| Mjesec  | 2.4                      |
| Merkur  | 3.8                      |
| Mars    | 5.1                      |
| Venera  | 10.4                     |
| Zemlja  | 11.2                     |
| Saturn  | 36.7                     |
| Jupiter | 61,0                     |

## Bijeg Zemljine atmosfere
Budući da u gornjim slojevima Zemljine atmosfere prevladavaju plinovi s nižom relativnom molekulskom masom, atomski vodik, vodik i helij prvi iz nje izlaze. Ovom procesu olakšava činjenica da se u egzosferi Zemlje održava visoka temperatura zbog ultraljubičastog i rendgenskog zračenja Sunca, neprestano generirajući atomski vodik tijekom disocijacije molekula vode. 
Proračuni pokazuju da bi za potpuno isparavanje vodika iz Zemljine atmosfere na temperaturi od 2000 K (1726,85 °C) zbog rasipanja trebalo samo nekoliko tisuća godina, heliju - nekoliko milijuna godina. No vodik i helij se neprestano obnavljaju zbog disocijacije vode i protoka tih plinova iz unutrašnjosti Zemlje. Istodobno, kisik praktički ne isparava, a uloga rasipanja u stvaranju Zemljine atmosfere kisika mogla bi biti značajna od trenutka kada se pojavila fotosinteza.
Zemlja je prevelika da bi izgubila velik dio svoje atmosfere. Trenutna brzina gubitka je oko tri kilograma vodika i 50 grama helija u sekundi. Egzosfera je visoko područje u kojem je atmosferska gustoća izuzetno niska i gdje dolazi do rasipanja. Proračuni bijega na temperaturi u egzosferi od 1800 K (1526,85 °C) pokazuju da će trebati oko milijardu godina da se iscrpe ioni O+. 1800 K je viša od stvarne promatrane temperature egzosfere; na ovoj temperaturi egzosfere, iscrpljivanje O+ iona neće se dogoditi ni nakon milijarda godina. Uz to, većina kisika na Zemlji dužna je stvoriti molekulu O2 koja je previše masivna da bi napustila Zemlju.
Zemljino magnetsko polje štiti je od sunčevog vjetra i sprječava istjecanje iona, osim u područjima duž otvorenih linija sile na magnetskim polovima. Gravitacijsko privlačenje Zemljine mase sprječava procese netermičkog bijega. Međutim, Zemljina atmosfera je dva reda veličine manje gusta od Venerine. Temperaturni režim Zemlje pospješuje apsorpciju CO2 i H2O u hidrosferi i litosferi. Oceani većinu vode zarobljavaju kao tekućinu, što uvelike smanjuje gustoću atmosfere. A ugljični dioksid, vezan površinskim vodama, može se osloboditi iz atmosfere i preći u taložne stijene; oni, prema nekim procjenama, sadrže gotovo sav ugljik na Zemlji, dok njihov atmosferski udio iznosi samo 1/250 000 dijela. Kad bi se sva vezana voda i sav vezani ugljični dioksid prenijeli u atmosferu, ona bi postala još gušća od atmosfere Venere. Dakle, glavni gubitak plinova u Zemljinoj atmosferi događa se ne zbog njihovog bijega u svemir, već zbog prijelaza u tekuće i kruto stanje.
Jedan od mehanizama koji sprječava rasipanje je kemijska veza: na primjer, većina ugljičnog dioksida iz izvorne Zemljine atmosfere kemijski je apsorbirana tijekom stvaranja karbonatnih stijena. Vrlo je vjerojatno da se sličan proces dogodio i na Marsu. Kisik se može apsorbirati tijekom oksidacije stijena, na primjer, povećanjem oksidacijskog stanja željeza s Fe+2 na Fe+3. Plinovi se također mogu apsorbirati kroz adsorpcijski mehanizam, na primjer, helij na Mjesecu adsorbira se površinom vrlo finih čestica regolita. Zamrzavanje vode na Zemlji i, vjerojatno, na Mjesecu, ili ugljičnog dioksida u Marsovim polarnim kapama, primjer je drugog mehanizma za hvatanje plinova na planetu.

## Vanjske poveznice
- Our Planet's Leaky Atmosphere. Scientific American. Svibanj 2009
- Hunten, D. M. 1993. Atmospheric evolution of the terrestrial planets. Science. 259 (5097): 915–920
- Atmospheric mass-loss from Titan by sputtering. Planetary and Space Science. 41 (9): 657–663. 1993